# 10—11-я линии Васильевского острова
10—11-я линии Васи́льевского о́строва — улица в Василеостровском районе Санкт-Петербурга. Проходит от набережной Лейтенанта Шмидта до набережной реки Смоленки.

## История
В начале XVIII века многие проезды Санкт-Петербурга назывались линиями, поскольку имели один ряд (одну линию) домов. В основном это были набережные рек и каналов. В «Описаниях российского императорского города Санкт-Петербурга» немецкий путешественник И. Г. Георги пишет: «Каждая из сих улиц разделяется в середине небольшими досками обкладенным каналом на две улицы; ряд домов в каждой из таких улиц называется линиею, в коих в каждой улице по две». Первое упоминание линий на Васильевском острове относятся к 1710-м годам. По указу от 26 апреля 1767 года каналы были засыпаны, и получились обыкновенные проезды, однако стороны одной улицы сохранили разные номерные названия.
В сентябре 1925 года при прокладке канализации на 10-й линии были найдены сохранившиеся деревянные трубы водопровода петровского времени.

## Достопримечательности

### 10-я линия В. О.

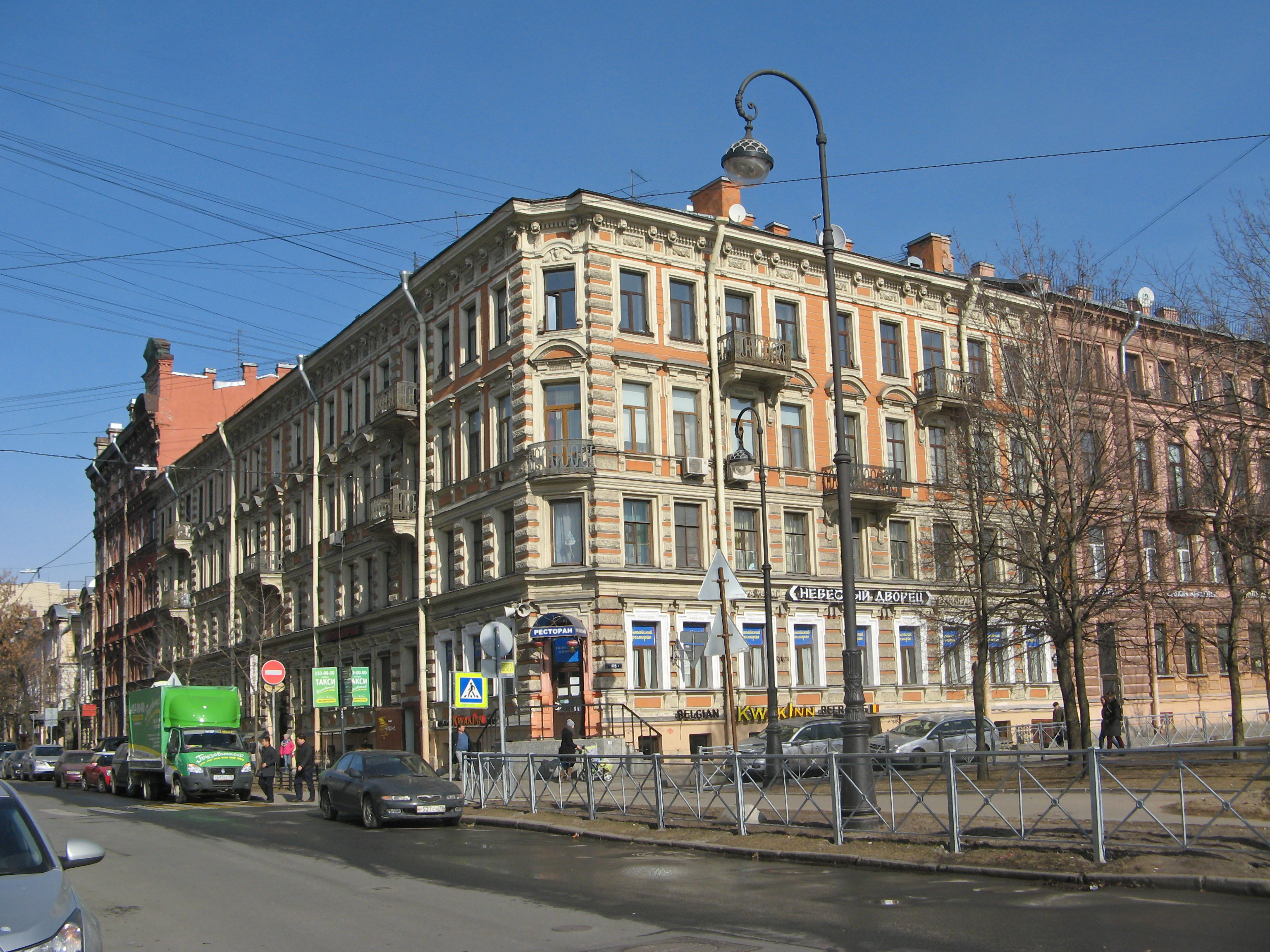
Дом 5, в котором жил издатель Н. П. Поляков, 2016

- Дом 1 — современная школа 27. В этом доме с 1766 г. по 1783 г. жил великий математик Леонард Эйлер.
- Дом 2 — Морской корпус Петра Великого — Санкт-Петербургский военно-морской институт.
- Дом 3 — Патриотический институт.  781620568920006
- Дом 5 — историческое здание 1862—1863 гг., арх. Р. А. Гёдике. В 1868—1872 гг. здесь жил издатель Н. П. Поляков.  781610561670005
- Дом 7 — дом С. Сиверс (М. А. Слепушкина), построен в 1833 г. под руководством арх-ра Г. А. Боссе, перестроено в 1877 г. (арх. В. В. Виндельбандт) и 1910—1913 гг. (гражд. инж. Ф. М. Вержбицкий).  7830573000
- Дом 11 — дом штаб-лекаря Э. И. Шиле (совр. генеральное консульство Латвии), 1840 г., арх. П. Д. Шрётер. В 1860-х владельцем был астроном Алексей Савич, при нём здание реконструировали[4]. В декабре 2016 эксперт Галина Михайловская из ОАО «Ленпроектреставрация» провела ГИКЭ, по результатам которого особняк сняли с охраны и лишили статуса памятника. По мнению Михайловской, «рядовой пример жилой постройки середины XIX века» не представляет архитектурно-художественной ценности[5].
- Дом 18 — особняк А. Паллизен (М. А. Гинсбурга), 1871—1873, арх. Лангваген Я. В., Гольм А. Л.; перестройка арх. П. И. Гилев (1905)[6].
- Дом 19 — особняк С. Сиверса, 1839 г., 1851 г., арх-р Г. Э. Боссе, перестроен в 1911 г. арх-м В. Н. Бобровым.  781520401390006
- Дом 25 (правая часть) — доходный дом Л. И. Бреше, 1910 г., арх. И. Б. Калиберда.  7830575000
- Дом 27 (Средний пр., д. 45) — доходный дом М. Д. Корнилова, арх. Барановский А. Ф., 1907, 1914—1915[7][8].
- Дома 31, 33, 35 — факультет географии и геоэкологии Санкт-Петербургского государственного университета. В этих зданиях с 1885 г. по 1918 г. располагались Бестужевские курсы — первое в России высшее учебное заведение для женщин. До 1980 года здесь располагался математико-механический факультет Ленинградского (Санкт-Петербургского) государственного университета.  781620567990005
- Дом 37 — еврейский сиротский дом; после революции до 1938 года — еврейская школа и детский дом, затем — детский дом и позже — РОНО Василеостровского района. Трёхэтажное здание приюта было построено в 1880-е по проекту архитектора И. П. Залесского. В 1907 году гражданский инженер Бернштейн надстроил дом четвёртым этажом. С дореволюционных времен приютом, а затем детским домом заведовал Зиновий Аронович Кисельгоф — музыкант, педагог и фольклорист (собиратель еврейских народных песен), основатель Петроградского еврейского учительского общества и один из основателей Общества еврейской народной музыки в Санкт-Петербурге[9][10]. Детский дом при школе, которой руководил Зиновий Аронович, его обитатели и их судьбы, — изображены в изданной в 1931-м году книге Дойвбера Левина «Десять вагонов», построенная как цикл рассказов — воспоминаний детей о жизни в местечках черты оседлости, об ужасах гражданской войны и погромов[11].
- Дом 39 — доходный дом купца Н. С. Львова, четырёхэтажный доходный дом построен в 1876—1877 гг. арх. Э. Ф. Крюгером для купца Н. С. Львова. В 1891 г. хозяином стал художник А. И. Куинджи. В 1889—1892 гг. верхний этаж был арендован под общежитие Высших женских (Бестужевских) курсов. В этом доме жил: 1893—1899 художник П. А. Брюллов[12][13].
- Дом 51 (Малый пр., д. 31) — доходный дом, гр. инж. Батуев П. Н., 1906[14].
- Дом 57 — бывшее «Заведение графических искусств» Э. И. Маркуса, арх. Р. И. Кригер, 1898 г. В 1916-м предприятие было передано АО «Русское печатное и издательское дело», в 1919-м переименовано в «Государственную литографию 3»[15].

### 11-я линия В. О.

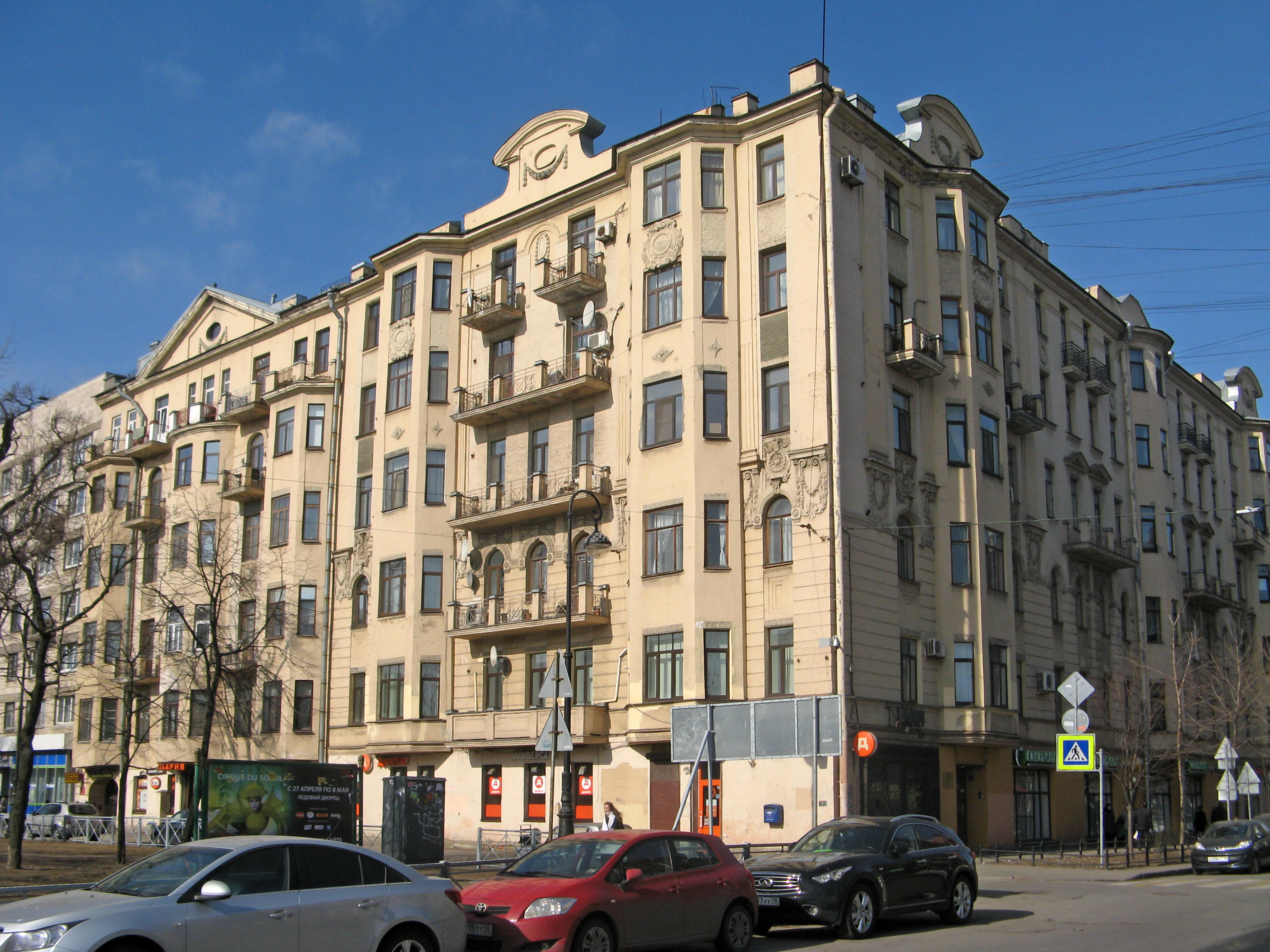
Доходные дома И. В. Поспелова и К. В. Печаткиной, 2016

- Дом 10 — дом К. Ротауге (Ратауге), кон. XVIII в., 1858 г., арх. И. И. Цим.  7831682000
- Дом 14 (Большой проспект В. О., 39) — доходные дома И. В. Поспелова и К. В. Печаткиной, 1912—1913 гг., арх. Н. И. Алексеев.  7831681000
- Дом 20, литера А — дом И. А. Ильина, построен в 1913—1915 гг. по проекту Николая Андреевича Фролова. Оформлен в неоклассическом стиле. С 1916 по 1925 год в доме жил художник Мстислав Добужинский[16].
- Дом 24 — в этом доме родился и жил с 1845 г. по 1854 г. математик, создатель теории множеств Георг Кантор. В 1882 году на третьем этаже дома размещалась подпольная динамитная мастерская партии «Народная воля».
- Дом 46 — дом купца Ивана Коробкова. Построен в 1902 году по проекту Василия Шауба. Стиль модерн. В ноябре 2022 года стал памятником архитектуры.
- Дом 48 — дом Ивана Львова. Построено в 1913—1914 гг., архитектор Ипполит Прерто, стиль северный модерн. В доме жили поэт Велимир Хлебников (1909), зодчий Николай Васильев, художник Александр Вахрамеев (1917). Включен в реестр объектов культурного наследия[17].
- Дом 58 — дом К. Г. Чубакова, 1906, арх-р Михаил Фёдорович Еремеев[18]. В 2016 году были снесены дореволюционные флигели, в 2021-м на участке, прямо прилегающем к дому, начались строительные работы, отчего по несущим стенам дома Чубакова пошли трещины, возникла угроза обрушения лестниц. Хотя КГИОП выпустил распоряжение о приостановке работ, по состоянию на конец апреля 2021 застройщик это требование игнорирует[19]. В июне 2021 года получил дом получил статус объекта культурного наследия регионального значения[20].